# Sergej Grigor'evič Volkonskij
Principe Sergej Grigor'evič Volkonskij (in russo Сергей Григорьевич Волконский?; San Pietroburgo, 8 dicembre 1788 – Voronki, 28 novembre 1865) è stato un generale e rivoluzionario russo, che prese parte al decabrismo.

## Biografia
Nacque a San Pietroburgo nel 1788. Era il sesto ed ultimo figlio di Grigorij Semënovič Volkonskij, e di sua moglie, la principessa Aleksandra Nikolaevna Repnina. Tra i suoi fratelli, oltre al primogenito Nikolaj Grigorjevič Repnin-Volkonskij, si annoverano Aleksandr (1778-1780), Nikita, Grigori (1782-1783) e Sofia.

## Carriera
Intraprese la carriera militare. Nel 1796 entrò nella cavalleria, combatté contro i francesi (1806-1807) e contro i turchi (1810-1811).
Fu comandante della 19ª brigata di cavalleria sotto il comando di Ferdinand von Wintzingerode durante la campagna di Russia (1812) e si distinse nella battaglia di Beresina e la battaglia di Laon. Fu governatore militare della città di Reims nel 1814.
È stato l'unico generale che ha preso parte al movimento decabrista. Il 5 gennaio 1826 è stato arrestato con l'accusa di ribellione del reggimento di fanteria Černigov, e venne portato a San Pietroburgo e imprigionato nella fortezza di Pietro e Paolo.
Condannato in I grado, fu spogliato di rango e nobiltà. La sua condanna a morte venne trasformata in 20 anni di lavoro forzato in Siberia. Fu rilasciato solo nel 1856, alla morte dello Zar Nicola I. Mentre si trovava in Francia (1861)  fu raggiunto, commosso, dalla notizia dell'abolizione della Servitù della Gleba nel suo paese.
Massone, iniziato nel 1812 nella Loggia degli "Amici riuniti", fu uno dei fondatori della Loggia "Le Tre Virtù" nel 1815, della quale fu dapprima secondo Sorvegliante e poi Maestro venerabile, il 30 giugno 1814 ricevette il grado di Eletto nella Loggia della "Sfinge", a partire dal 1817 fu Maestro scozzese  nella Loggia "Alessandro del Leone d'Oro", fu membro del Capitolo della "Fenice" e membro d'onore della Loggia degli "Amici riuniti" nel 1820. Rimase massone fino alla proibizione della Massoneria e alla chiusura delle Logge nel 1822.

## Matrimonio
Sposò, il 5 ottobre 1824, Marija Nikolaevna Raevskaja (1805-1863), figlia di Nikolaj Nikolaevič Raevskij, che lo raggiunse nell'esilio. Ebbero quattro figli:
- Nikolaj Sergeevič (2 gennaio 1826-17 gennaio 1828);
- Sofi'ja Sergeevna (1 luglio 1830);
- Michail Sergeevič (10 marzo 1832-7 dicembre 1909);
- Elena Sergeevna (28 settembre 1835-23 dicembre 1916).